# زاویه لمیدگی
زاویه لَمیدگی (انگلیسی: Angle of loll) به حالتی از کشتی گفته می‌شود که در وضعیت تعادل کشتی به صورت عمودی قرار ندارد (یعنی دارای ارتفاع تعادل منفی است) و به همین دلیل زاویه‌ای از کج‌شدن به سمت چپ یا راست پیدا می‌کند.
وقتی یک کشتی دارای ارتفاع تعادل (ارتفاع متاسنتریک) (GM) منفی باشد، یعنی در تعادل ناپایدار باشد، هر نیروی خارجی که به آن وارد شود باعث می‌شود کشتی شروع به کج‌شدن کند. با کج‌شدن کشتی، گشتاور دوم سطح خط آب کشتی (صفحه‌ای که بدنه کشتی را در سطح آب قطع می‌کند) افزایش می‌یابد که این امر BM (فاصله از مرکز شناوری تا مرکز تعادل) کشتی را افزایش می‌دهد. از آنجا که KB (فاصله از مازه تا مرکز شناوری) تغییر چندانی نمی‌کند، KM (فاصله از مازه تا مرکز تعادل) کشتی افزایش می‌یابد.
در زاویه‌ای از کج‌شدن (مثلاً ۱۰ درجه)، KM به اندازه کافی افزایش می‌یابد تا با KG (فاصله از مازه تا گرانیگاه) برابر شود و در نتیجه GM کشتی برابر صفر می‌شود. هنگامی که این اتفاق بیفتد، کشتی به تعادل خنثی می‌رسد و زاویه‌ای که در آن این اتفاق رخ می‌دهد، زاویه لمیدگی نامیده می‌شود.
به عبارت دیگر، وقتی یک کشتی ناپایدار به سمت یک زاویه کج‌شدن به تدریج افزایش‌یافته متمایل می‌شود، در زاویه‌ای مشخص، مرکز شناوری (B) ممکن است دقیقاً زیر مرکز ثقل (G) قرار گیرد. زاویه لمیدگی نباید با زاویه کژمان اشتباه گرفته شود. زاویه کژمان ناشی از بارگذاری نامساوی در دو طرف خط مرکزی کشتی است.
اگرچه کشتی در زاویه لمیدگی ویژگی‌های تعادل پایدار را نشان می‌دهد، اما این یک وضعیت خطرناک است و باید به سرعت اقدامات اصلاحی برای جلوگیری از واژگونی کشتی انجام شود.
زاویه لمیدگی معمولاً به دلیل تأثیر سطح آزاد بزرگ یا از دست دادن پایداری ناشی از آسیب دیدن بخش‌های مختلف کشتی ایجاد می‌شود. این وضعیت با زاویه کژمان متفاوت است، زیرا در زاویه لمیدگی، کشتی به دلیل توزیع وزن به یک طرف متمایل نمی‌شود، بلکه تنها نمی‌تواند وضعیت عمودی بدون کج‌شدن را حفظ کند.